# Emma Andiyevska
Emma Andiyevska (en ukrainien : Емма Іванівна Андієвська (Emma Ivanivna Andiïevska)), née le 19 mars 1931 à Stalino (aujourd'hui Donetsk) est une écrivaine, poétesse et peintre ukrainienne, d'inspiration surréaliste.
Elle a créé son propre monde d'images poétiques et artistiques. Les thèmes philosophiques, spirituels et magiques sont dominants dans l’œuvre d’Andiyevska. Elle est une représentante importante de modernisme dans la littérature ukrainienne de la deuxième moitié du XXe siècle. On associe l’écrivaine avec le groupe new-yorkais des poètes ukrainiens émigrés. La poétesse est connue par sa formation de sonnets classiques avec utilisation de dissonances et associations lointaines entre les choses de vie quotidienne et les concepts philosophiques. Emma Andiyevska a écrit vingt-quatre livres de poésie, cinq recueils de nouvelles, trois romans et a produit plus de cinq mille tableaux. Les tableaux d’Andiyevska sont exposés aux États-Unis, Canada, France, Allemagne, Australie, Brésil, Israël, Ukraine et en Suisse. Elle est membre de l'association nationale des écrivaines d’Ukraine, des PEN club ukrainienne et de l’association professionnelle des peintes du Bavière. Emma Andiyevska habite à Munich et à New York.

## Biographie
Emma Andiyevska nait en 1931 à Stalino. Son père est chimiste inventeur et sa mère, agronome de formation, a travaillé comme préceptrice de biologie. Emma fait la plupart de ses études à domicile à cause de maladies très fréquentes. Durant son enfance, Andiyevska a une mémoire phénoménale. La famille d’Andiyevska déménage à Vychhorod en 1937 puis à Kiev en 1939 à cause de la maladie d’Emma. À l'âge de 9 ans, elle a pu lire les grandes œuvres de la littérature. Son père est fusillé par le pouvoir soviétique. En 1943, sa famille s'installent à Berlin. La petite Emma refuse d’étudier à l’école pour filles, elle sera acceptée à l’école pour garçons, par dérogation. Atteinte d'une tuberculose de la colonne vertébrale, Andiyevska doit rester couchée et plâtrée pendant trois ans. Fin 1949, la famille déménage à Mittenwald, puis à Munich. De 1955 à 1957, Andiyevska travaille à Radio Free Europe à Munich. En 1957, elle finit ses études de philosophie et philologie à l'université ukrainienne libre. La même année, elle déménage à New York. Là, elle travaille à la Norcross Greeting Card Company. En 1959, elle épouse l'homme de lettres et écrivain Ivan Koczeliwec. Emma Andiyevska obtient la citoyenneté des États-Unis en 1962 et retourne à Munich. Elle rencontre de nombreux écrivains et artistes ukrainiens comme Iakiv Hnizdovsy, Hryhir Krouk, Vassyl Barka et Oleh Zouïevsky. À Munich, Andiyevska travaille à Radio Free Europe. En 1992, elle visite l’Ukraine pour la première fois depuis son départ en exil. Aujourd'hui, elle habite et travaille à Munich.

## Littérature
Emma Andiyevska grandit dans un environnement russophone. Mais, enfant, elle prend conscience de sa identité ukrainienne. Elle entend la langue ukrainienne pour la première fois à l’âge de six ans. Depuis lors, elle décide d’écrire en ukrainien et de temps en temps en anglais, allemand et français pour démontrer son indépendance linguistique.
Les critiques ont fréquemment associé Andiyevska avec les écrivains ukrainiens du groupe de New York. Cependant, Andiyevska objecte, avançant qu'elle publie depuis bien avant les autres membres du groupe.
L’écrivaine souligne le grand rôle de la subconscience dans ses œuvres. Sa perception de monde fonctionne avec intuition et sentiment, sans participation d’intellect. Les aspects mystiques et spirituels sont importants pour la poétesse. La philosophie d’Andiyevska est proche de bouddhisme et du mysticisme de Carlos Castaneda.
Les associations entre les choses de vie quotidienne et les concepts de perception de monde sont typiques d'Andiyevska. La difficulté de perception de ses poèmes est liée aux multiples interprétations possibles de ses œuvres, qui reflètent la multitude de vie, et la complexité d'un surréalisme. Certains critiques voient les œuvres d’Andiyevska comme postmodernistes.
Certaines œuvres de la poétesse sont traduites en l’anglais, allemand, français, polonais et hébreu.

### Poésie
Andiyevska a publié sa poésie en 1951. Sa poésie est compacte avec un haut degré d’association et de connexion de sens en parallèle à l'effet de Stéphane Mallarmé.

## Les œuvres littéraires
Poésie :
- Poésies (Neu Ulm, 1951)
- La naissance de l'idole (New York, 1958)
- Le poisson et la dimension (New York, 1961)
- Les angles qui sont au-delà des murs (New York, 1963)
- Les éléments (Munich, 1964)
- Le souk (Munich, 1967)
- Les chansons sans texte (Munich, 1968)
- La science de la terre (Munich, 1975)
- Le café (Munich, 1983)
- Les tentations des St. Antoine (Munich, 1985)
- Les vigies44 (Munich, 1987)
- Les ensembles architecturaux (1989)
- Les signes. Taro (Kiev, 1995)
- Mésopotamie (Kiev, 1998)
- Les segmentes de rêve (Munich, 1998)
- Les villas sur le bord de la mer (Kiev, 2000)
- Les attractions avec les orbites et sans (Lviv, 2000)
- Les ondes (Kiev, 2002)
- Le Mouvement de Cavalier (Kiev, 2004)
- Le regard de la falaise (Kiev, 2006)
- Hémisphères et cônes (Kiev, 2006)
- Les chaudrons roses (Kiev, 2007)
- Les fulgurites (Kiev, 2008)
- Idylles (Kiev, 2009)

Nouvelles :
- Le voyage (Munich, 1955; Kiev 1994)
- Les tigres (New York, 1962)
- Djalapita (New York, 1962)
- Les contes du (Paris-Lviv-Zwickau, 2000)
- Le problème de tête (Lviv, 2000)

Romans :
- Les herostrates (Munich, 1971)
- Roman de l'homme bon (Munich, 1973 ; Kiev 1993)
- Roman de la destinée de l'homme (Munich, 1982 ; Kiev 1992)

## Activités radiophoniques
Emma Andiyevska est metteur en ondes.